# ۵۴۳ (خورشیدی)
۵۴۳ پانصد و چهل و سومین سال هجری خورشیدی است.